# Sân bay quốc tế Đào Tiên Thẩm Dương
Sân bay quốc tế Đào Tiên Thẩm Dương (IATA: SHE, ICAO: ZYTX) (giản thể: 沈阳桃仙国际机场; phồn thể: 沈陽桃仙國際機場; bính âm: Shěnyáng Táoxiān Guójì Jīchǎng) là một sân bay ở Thẩm Dương, Trung Quốc.

## Hãng hàng không và tuyến bay

### Hành khách
| Hãng hàng không          | Các điểm đến |
| ------------------------ | --- |
| Air China                | Bắc Kinh-Thủ đô, Thành Đô, Kunming |
| Air Macau                | Macau |
| All Nippon Airways       | Tokyo-Narita |
| Asiana Airlines          | Busan |
| Beijing Capital Airlines | Lijiang, Melbourne (từ ngày ngày 29 tháng 9 năm 2016), Naha, Osaka-Kansai, Thanh Đảo (từ ngày ngày 29 tháng 9 năm 2016), Shijiazhuang, Shizuoka |
| Chengdu Airlines         | Thành Đô, Jining, Lianyungang |
| China Eastern Airlines   | Hợp Phì, Kunming, Nam Kinh, Ninh Ba, Thanh Đảo, Thượng Hải-Phố Đông, Wuxi, Vũ Hán, Tây An, Yancheng, Zhanjiang |
| China Southern Airlines  | Baotou, Beihai, Bắc Kinh-Thủ đô, Busan, Changbaishan, Trường Sa, Changzhou, Thành Đô, Trùng Khánh, Quảng Châu, Quế Lâm, Quý Dương, Hải Khẩu, Hàng Châu, Hohhot, Hong Kong, Jeju, Tế Nam, Jixi, Kunming, Lanzhou, Nagoya-Centrair, Nam Xương, Nam Kinh, Nam Ninh, Osaka-Kansai, Thanh Đảo, Tam Á, Seoul-Incheon, Thượng Hải-Phố Đông, Shantou, Thâm Quyến, Shijiazhuang, Singapore, Đài Bắc-Đào Viên, Thái Nguyên, Tokyo-Narita, Urumqi, Vũ Hán, Tây An, Hạ Môn, Yantai, Yinchuan, Yiwu, Zhangjiajie, Trịnh Châu, Zhuhai |
| Donghai Airlines         | Thâm Quyến |
| Eastar Jet               | Thuê chuyến: Cheongju |
| Hainan Airlines          | Quảng Châu, Hải Khẩu, Hàng Châu, Tế Nam, Thâm Quyến, Urumqi, Weifang, Hạ Môn |
| Jin Air                  | Thuê chuyến: Yangyang |
| Juneyao Airlines         | Bangkok-Suvarnabhumi, Beihai, Nam Kinh, Thượng Hải-Phố Đông |
| Korean Air               | Seoul-Incheon |
| Lufthansa                | Frankfurt |
| Mandarin Airlines        | Đài Bắc-Đào Viên |
| Mega Maldives            | Bangkok-Suvarnabhumi, Malé |
| NokScoot                 | Bangkok-Don Mueang |
| Okay Airways             | Trường Sa, Nam Kinh, Thanh Đảo, Thiên Tân, Yanji |
| Scoot                    | Singapore |
| Shandong Airlines        | Trùng Khánh, Tế Nam, Thanh Đảo, Hạ Môn |
| Shanghai Airlines        | Shanghai-Hongqiao, Thượng Hải-Phố Đông |
| Shenzhen Airlines        | Trường Sa, Thành Đô, Trùng Khánh, Phúc Châu, Quảng Châu, Quế Lâm, Hải Khẩu, Hàng Châu, Hợp Phì, Hohhot, Kunming, Linyi, Nam Xương, Nam Kinh, Nam Ninh, Nantong, Quanzhou, Tam Á, Thượng Hải-Phố Đông, Thâm Quyến, Đài Bắc-Đào Viên, Thái Nguyên, Wenzhou, Vũ Hán, Wuxi, Hạ Môn, Tây An, Xining, Yantai, Yangzhou, Trịnh Châu, Zhuhai |
| Sichuan Airlines         | Trường Sa, Thành Đô, Trùng Khánh, Kunming, Ninh Ba, Ordos, Tam Á, Thái Nguyên, Vancouver, Xuzhou |
| Spring Airlines          | Bangkok-Suvarnabhumi, Trùng Khánh, Quế Lâm, Hàng Châu, Kunming, Luoyang, Mianyang, Nam Kinh, Thượng Hải-Phố Đông, Thâm Quyến, Shijiazhuang, Tây An, Zhangjiajie, Zhangjiakou |
| Thai AirAsia X           | Thuê chuyến: Bangkok-Don Mueang |
| Tianjin Airlines         | Chifeng, Hohhot, Jiamusi, Mudanjiang, Thiên Tân, Tây An |
| Uni Air                  | Đài Bắc-Đào Viên |
| West Air                 | Trùng Khánh, Hợp Phì |
| Xiamen Airlines          | Trường Sa, Phúc Châu, Hàng Châu, Tế Nam, Nam Kinh, Nam Ninh, Thanh Đảo, Thâm Quyến, Hạ Môn |

### Hàng hóa

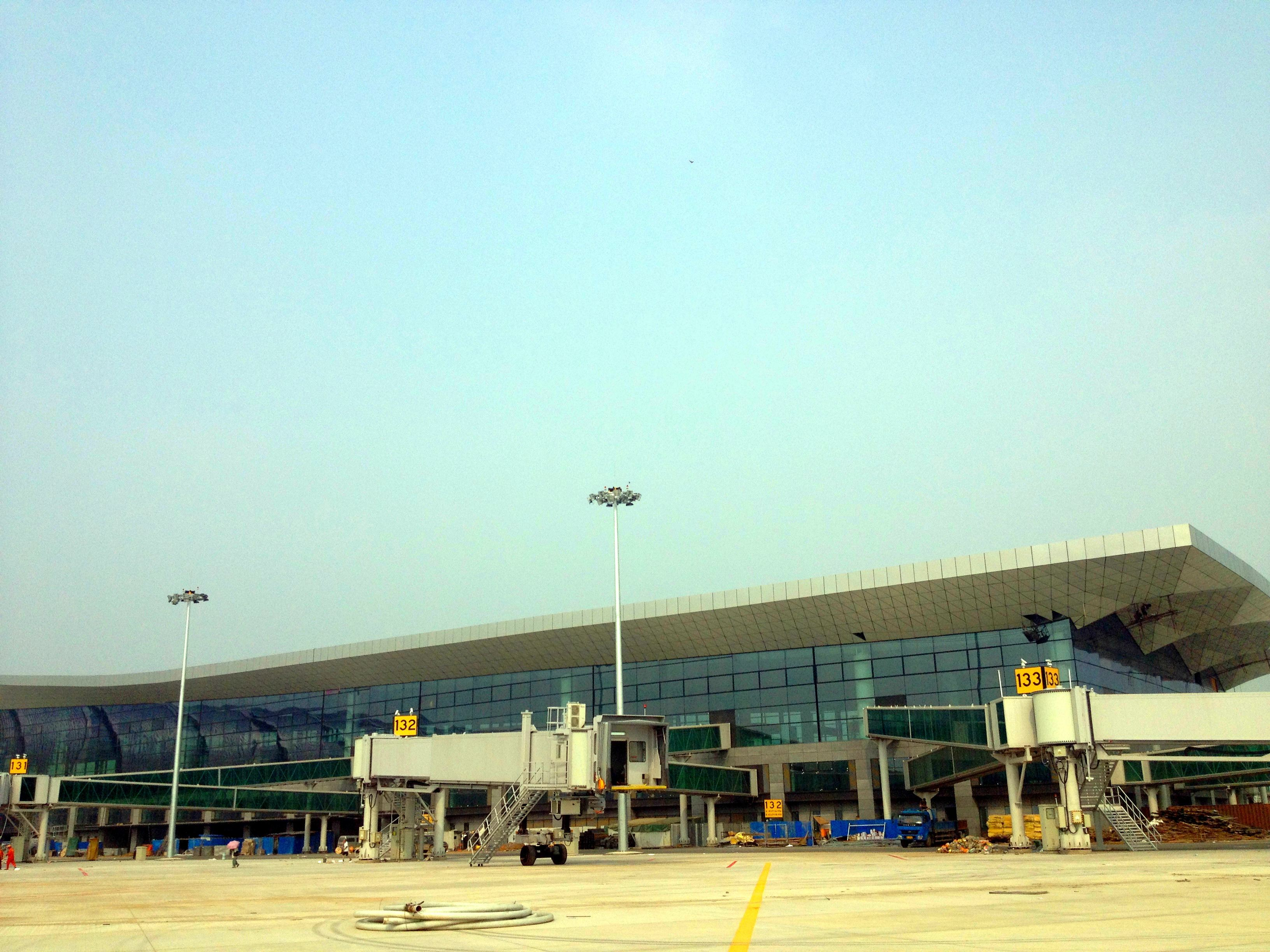
Sân bay Thẩm Dương

| Hãng hàng không       | Các điểm đến                                  |
| --------------------- | --------------------------------------------- |
| China Postal Airlines | Đại Liên, Dandong, Shanghai-Hongqiao, Weifang |
| Lufthansa Cargo       | Frankfurt, Krasnoyarsk, Tokyo-Narita          |